# Grotesk Burlesk Tour
Grotesk Burlesk Tour — світовий концертний тур американського рок-гурту Marilyn Manson. Він тривав з 11 квітня 2003 до 3 січня 2004 (останні 4 концерти було скасовано) й відбувався у 8 етапів. Група відвідала Євразію, Японію, Північну Америку й дала 105 концертів зі 109 запланованих. Більшу частину вбрання пошив французький модельєр Жан-Поль Ґотьє.
Сцена нагадувала про класичні водевілі та бурлески 1930-их рр. Дві танцівниці, одягнені у бурлескні костюми тих часів, танцювали під час «mOBSCENE» та «Sweet Dreams (Are Made of This)», грали на фортепіано «The Golden Age of Grotesque» й на флор-томі «Doll-Dagga Buzz-Buzz Ziggety-Zag». Вони також виконували роль сіамських близнюків протягом «Para-noir». В останньому випадку фронтмена піднімали на 12 м, подібно до того, як це робилося під час туру Guns, God and Government Tour (пісня «Cruci-Fiction in Space»). Під час «The Fight Song» лідер гурту стояв на подіумі із загримованим під негра обличчям та поліцайським кашкетом у стилі Альґемайне СС чи вухами Мікі Мауса на голові. Під час «The Dope Show» Менсон носив видовжені руки, розроблені Руді Кобі, якими він розмахував під час маршування сценою. Наприкінці кожного виконання треку «The Golden Age of Grotesque» фронтмен грав на саксофоні.

## Учасники
Marilyn Manson
- Мерілін Менсон — вокал
- Джон 5 — гітара
- Тім Шьольд — бас-гітара
- Мадонна Вейн Ґейсі — клавішні
- Джинджер Фіш — барабани

На розігріві
- Queen Adreena
- Apocalyptica
- Mudvayne
- Peaches

## Сет-ліст
1. «Thaeter»
2. «This Is the New Shit»
3. «Disposable Teens»
4. «Irresponsible Hate Anthem»

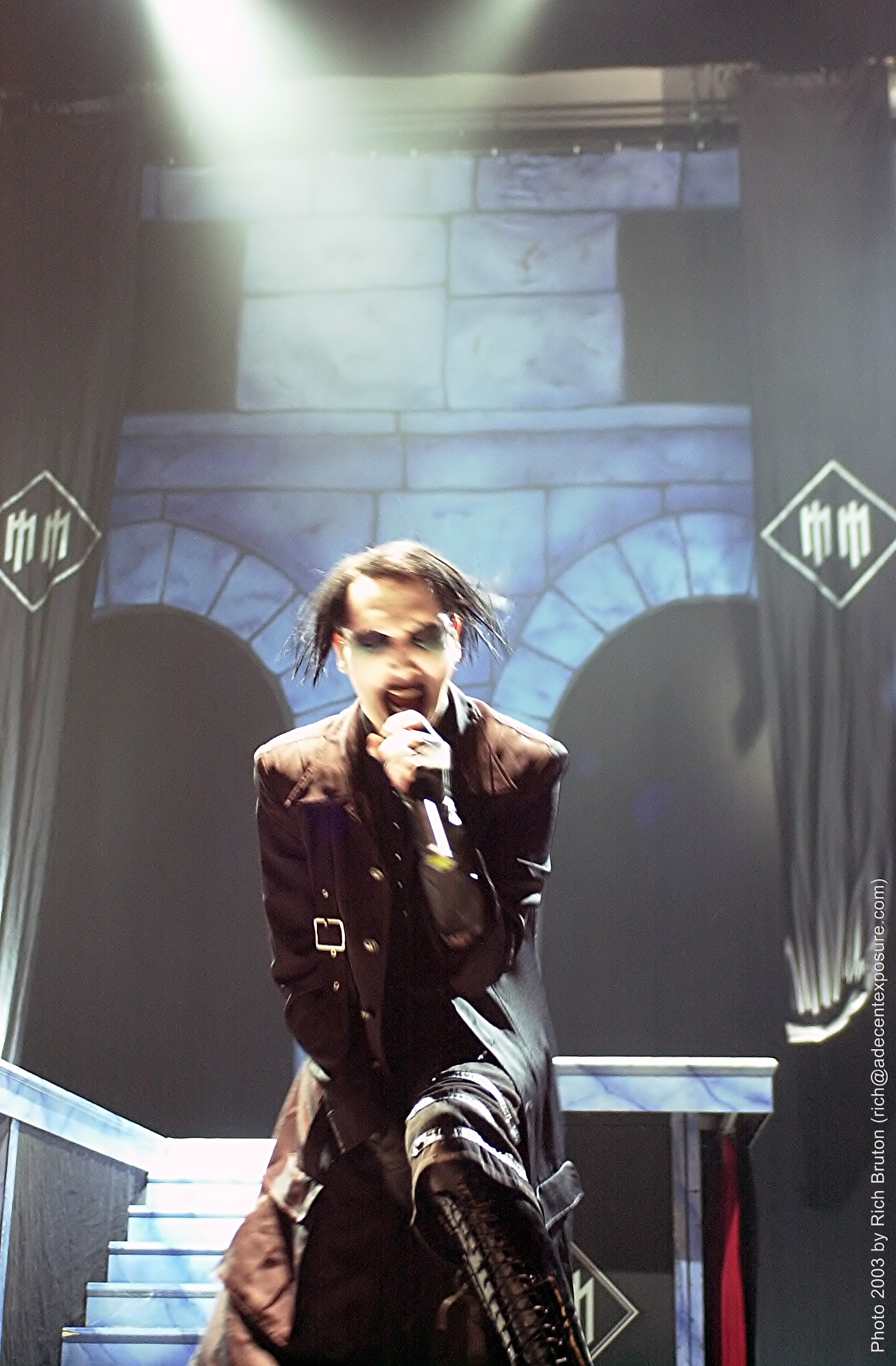
Мерілін Менсон виконує «This Is the New Shit» (2003)

5. «Astonishing Panorama of the Endtimes»
6. «Use Your Fist and Not Your Mouth»
7. «Great Big White World»
8. «Lunchbox» (проказана)
9. «1996» (проказана)
10. «Rock Is Dead»
11. «mOBSCENE»
12. «Tainted Love»
13. «Para-Noir»
14. «Tourniquet»
15. «Baboon Rape Party»
16. «The Dope Show»
17. «(s)AINT»
18. «The Golden Age of Grotesque»
19. «Doll-Dagga Buzz-Buzz Ziggety-Zag»
20. «Sweet Dreams (Are Made of This)» (з аутро «The Reflecting God»)
21. «Rock 'n' Roll Nigger»
22. «Obsequey (The Death of Art)»
23. «It's a Small World»
24. «The Fight Song»
25. «The Beautiful People»
26. «Better of Two Evils»